# Anzac (Alberta)
Anzac es una aldea en el norte de Alberta, Canadá, dentro del Municipio Regional (RM) de Wood Buffalo. Está ubicado en la autopista 881 a lo largo de la orilla este del lago Gregoire, aproximadamente 36 kilómetros (22,4 mi) sureste de Fort McMurray.

## Historia
Anzac recibió su nombre del Cuerpo de Ejército de Australia y Nueva Zelanda durante la Primera Guerra Mundial, cuando se estaba construyendo el Ferrocarril de Alberta y Great Waterways desde Carbondale hasta Waterways.
Originalmente llamado así por el lago Willow, el nombre anterior del lago Gregoire, la comunidad era en su mayoría cree sin estatus o sin tratado cuyos antepasados habían emigrado al área de la cuenca de Athabasca desde lo que se convertiría en el norte de Manitoba; desplazando principalmente a los ocupantes originales Beaver y Chipewyan del área.
Durante la Segunda Guerra Mundial, se construyó una carretera desde el apartadero del ferrocarril para dar servicio y construir una base del Ejército de los Estados Unidos en Stoney Mountain.
El área ha experimentado un crecimiento significativo correspondiente al de Fort McMurray y la industria petrolera.
Se ordenó la evacuación de la aldea el 5 de mayo de 2016 debido a la propagación del incendio forestal de Fort McMurray de 2016.

## Demografía
En el censo de población de 2021 realizado por Statistics Canada, Anzac tenía una población de 506 viviendo en 190 de sus 256 viviendas privadas totales, un cambio de −7,7 % de su población de 2016 de 548. Con una superficie de terreno de 8.57 km², tenía una densidad de población de 59,0/km  en 2021.
La población de Anzac según el censo municipal de 2018 realizado por la Municipalidad Regional de Wood Buffalo es de 659, un aumento con respecto al recuento de población del censo municipal de 2015 de 606.
Como lugar designado en el censo de Canadá de 2016 realizado por Statistics Canada, Anzac tenía una población de 548 habitantes que vivían en 197 de sus 286 viviendas privadas totales, un cambio de −6,3 % de su población de 2011 de 585. Con una superficie de terreno de 8,56 km² (3,3 mi²), tenía una densidad de población de 64,0/km en 2016.

## Personas destacadas
- Tantoo Cardinal; actriz de cine y televisión.